# Княжна Молдовська
Княжна Молдовська (рум. Doamna Chiajna; 1525, Польща — 1588) — волоська княгиня за шлюбом із господарем Мірчею V, дочка молдавського господаря Петру IV Рареша.

## Життєпис
Княжна — слов'янське ім'я княгині. При хрещенні її було названо Анною.
Народилася у Польщі 1525 року в родині молдавського господаря Петру IV Рареша та його першої дружини боярині Марії.
1545 року вийшла заміж за волоського господаря Мірчу V Чобанула. У шлюбі народилося троє синів та кілька дочок. 1552 року відкрила одну з найстаріших шкіл Волощини у місті Кимпулунг.
1559 року Мірча V помер. Частина волоських бояр, що рятувалися від його чисток у Трансильванії, зібрали військо та рушили на Бухарест, щоб захопити владу. Тим часом Княжна стала регенткою при малолітньому синові Петру II. Щоб захистити сина, Княжна особисто очолила військо. Це був перший випадок в історії Румунії, коли військо було очолене жінкою. Протягом одного місяця Княжна провела три битви — при Роминешті, Шербенешті та Бояну.
За час свого регентства Княжна намагалася укріпити свою владу, часто посилаючи до османських султанів цінні дари. 1574 року Княжна видала свою дочку, відому відтоді як Фюлане-султан, заміж за султана Мурада III.
1575 року Княжна потрапила в немилість османів, тому була відправлена в заслання до Алеппо. Тут вона жила за рахунок торгівлі та ткацтва.
Померла 1588 року. Похована у Галаті в Стамбулі.

## Родина
- Петру II Молодший — господар Волощини (1559—1568);
- Руксандра — одружена з Георге Грісовергі;
- Анка — одружена з боярином Няголом;
- Марина — одружена із Стаматом Палеологом, племінником патріарха Йоасафа II;
- Добра — заручена з молдавським господарем Деспотом Воде, пізніше видана за султана Мурада III;
- Мірча — в засланні до Алеппо прийняв іслам та ім'я Ахмед;
- Раду — в засланні до Алеппо прийняв іслам та ім'я Юсуф.